# Donough
Cette page présente le nom de famille Donough ainsi que ses variantes.
 (mai 2015).
Si vous disposez d'ouvrages ou d'articles de référence ou si vous connaissez des sites web de qualité traitant du thème abordé ici, merci de compléter l'article en donnant les références utiles à sa vérifiabilité et en les liant à la section « Notes et références ».
Donough est un patronyme irlandais.

## Étymologie
Plusieurs familles irlandaises utilisent aujourd'hui des patronymes qui ont des liens entre eux. Le nom Donough est originairement apparu du gaélique O Donnchadha, qui désigne fils de Donnchadh ou fils de Donagh, un nom composé des éléments Donn = brown-haired man (homme au cheveux brun) ou Cheiftain + cath = battle (bataille).
L'origine de ce nom provient du Comté de Kerry en Irlande où cette famille s'installa pendant des temps très anciens.

## Variantes
Les variances dans la présentation de ce nom inclus les noms : Donoghue, Donaghoe, Donaho, Donough, Donahue, Donahow, Doneghoe, Donehue, Donighe, Donohoe, Donahugh, Donohough, Donohow, Donohue, Donaughue, O'Donoghue, Dunphy, Donaghie, Donaghy et plusieurs autres.

## Histoire
Lors de la colonisation de la Nouvelle-Angleterre, plusieurs colonisateur ayant ce patronyme ou une variante de celui-ci s'établirent dans la région de Boston au Massachusetts, de Philadelphie en Pennsylvanie et dans l'État de New York.